# Vizegrafschaft Châtellerault
Die Vizegrafschaft Châtellerault mit dem Hauptort Châtellerault bestand seit Mitte des 10. Jahrhunderts. Erster Vizegraf (vicecomes) war Aldradus, der auch der Namensgeber für den Ort wurde: Castrum Adraldi. Mit dem Aussterben der Herrscherfamilie Ende des 13. Jahrhunderts ging die Vizegrafschaft an die Familie Harcourt in der Person des Jean II. Le Preux, Marschall von Frankreich, † 1302, über.
Bekanntester Vizegraf von Châtellerault ist Aimery I., † vor 1144, dessen Ehefrau – Felipia von Toulouse, auch bekannt unter den Namen (1109 erstmalige Erwähnung) Dangerose, (seit 1119 auch) Maubergeonne – die Geliebte von Wilhelm IX., Herzog von Aquitanien und Graf von Poitou war. Dangerose/Maubergeonnes und Aimerys Tochter Aénor (Eleonore) heiratete den späteren Herzog Wilhelm X., den ehelichen Sohn Wilhelms IX., und wurde die Mutter von Eleonore von Aquitanien.

## Vizegrafen von Châtellerault
- Aldradus, vicecomes 937/76
- Acfred I., um 980/999, dessen Sohn
- Boson I., 987/um 1010, dessen Bruder
- Acfred II., um 1010/um 1045, dessen Sohn
- Hugues I., um 1010/um 1070, dessen Bruder
- Boson II., um 1055/um 1095, dessen Sohn
- Aimery I., 1101–† 1144, dessen Sohn
- Hugues II. († vor 1176), dessen Sohn
- Guillaume († vor 1188), dessen Sohn
- Hugues III. († nach 1203), dessen Sohn
  - Joscelin de Montoiron († 1190), Stiefvater von Hugo III. und dessen Vormund
  - Raoul de Mortimer († nach 1196), vermutlich Bruder von Wilhelm und Vormund von Hugo III.
- Hugues de Surgères († 1212), seit 1204 als Vizegraf belegt als Vasall König Philipps II. August
- Clémence († 1238), Tochter von Hugo III.
  - Aimery II., Bruder von Wilhelm und Vormund von Clémence
  - Geoffroy de Lusignan († nach 1242), Ehemann von Clémence und ab 1224 als Vizegraf amtierend
- Aimery II., 1239/1242, 2. Mal
- Jean, 1242–† vor 1290, dessen Sohn
- Jeanne, † 1315, dessen Schwester
- Jean II. Le Preux, Sire d’Harcourt, Marschall von Frankreich, † 1302, deren Ehemann
- Jean III. d’Harcourt († 1329), Sirer d’Harcourt, dessen Sohn
- Jean IV. d’Harcourt († 1346), Comte d’Harcourt, dessen Sohn
- Jean V. d’Harcourt († 1355), 2. Comte d’Harcourt, dessen Sohn
- Louis d’Harcourt († 1388), dessen Bruder
- Jean VI. d’Harcourt († 1388), 3. Comte d’Harcourt, Sohn des 2. Comte
- Jean VII. d’Harcourt († 1452) 4. Comte d’Harcourt, dessen Sohn

## Herzöge von Châtellerault
- Charles de Valois (1522–1545), 1522 Herzog von Angoulême, 1540 Herzog von Orléans und Châtellerault
- James Hamilton, 2. Earl of Arran, † 1575, 1549–1560 Herzog von Châtellerault.
- Diane de Valois (1538–1619), 1563 Herzogin von Châtellerault, 1583 gegen Angoulême getauscht